# 雷达科尔
雷达科尔（Redhakhol），是印度奥里萨邦Sambalpur县的一个城镇。总人口13722（2001年）。

## 人口
该地2001年总人口13722人，其中男性7222人，女性6500人；0—6岁人口1922人，其中男938人，女984人；识字率65.99%，其中男性为75.63%，女性为55.28%。